# Fisksätra station
Fisksätra är en hållplats på Saltsjöbanan i Fisksätra, Nacka kommun.

## Historik
En enklare hållplats har funnits på platsen sedan Saltsjöbanan invigdes 1893. Den nuvarande hållplatsen invigdes 1974 i samband med att bostadsområdet intill började bli färdigt, en del av Miljonprogrammet.  Perrongen består av gjuten betong. Det fanns 2019 planer på att bygga en station med mötesspår här för att kunna öka turtätheten på banan.
Avståndet till ändstationen Slussen i centrala Stockholm är 11,6 kilometer.

## Galleri

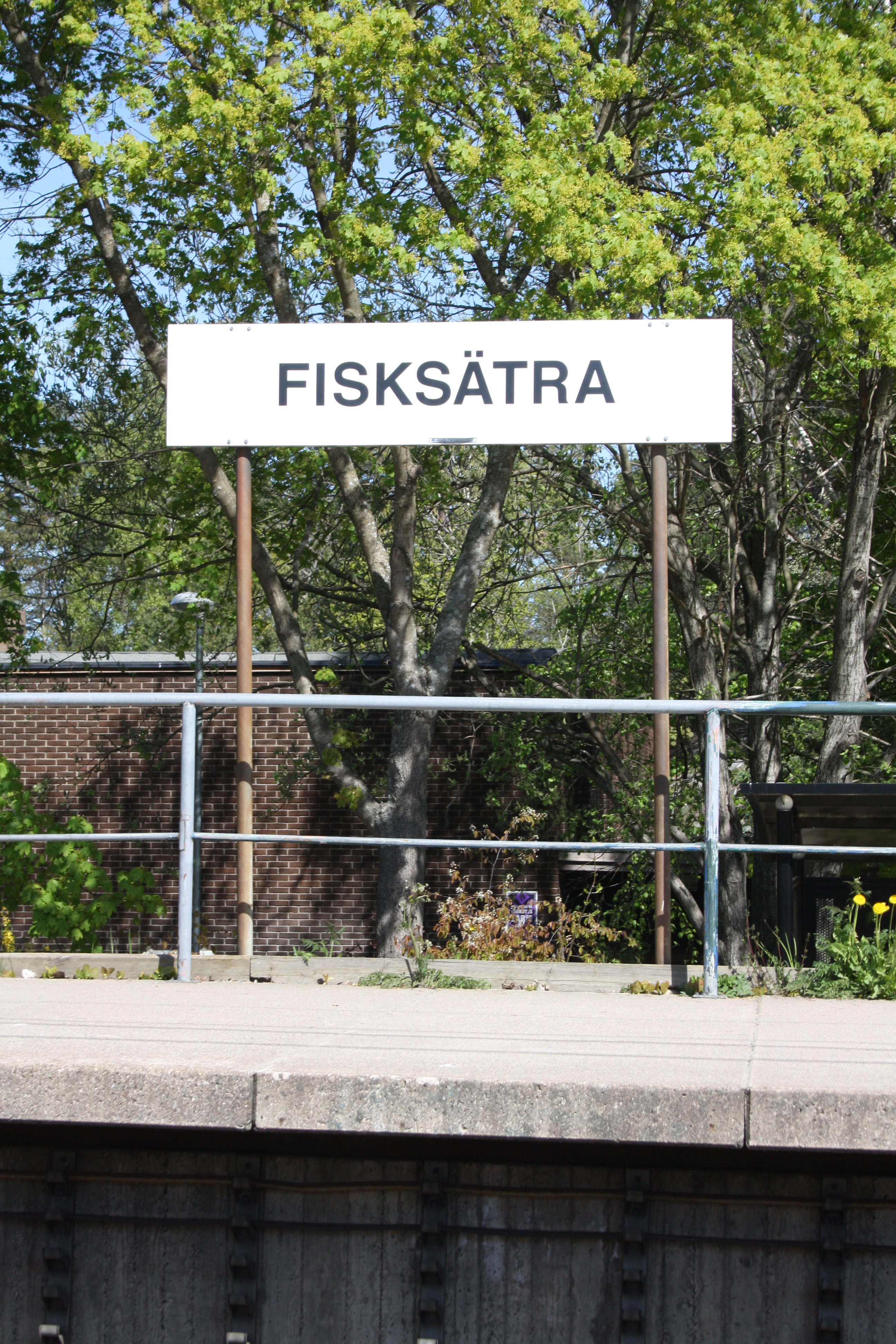
Stationsskylt
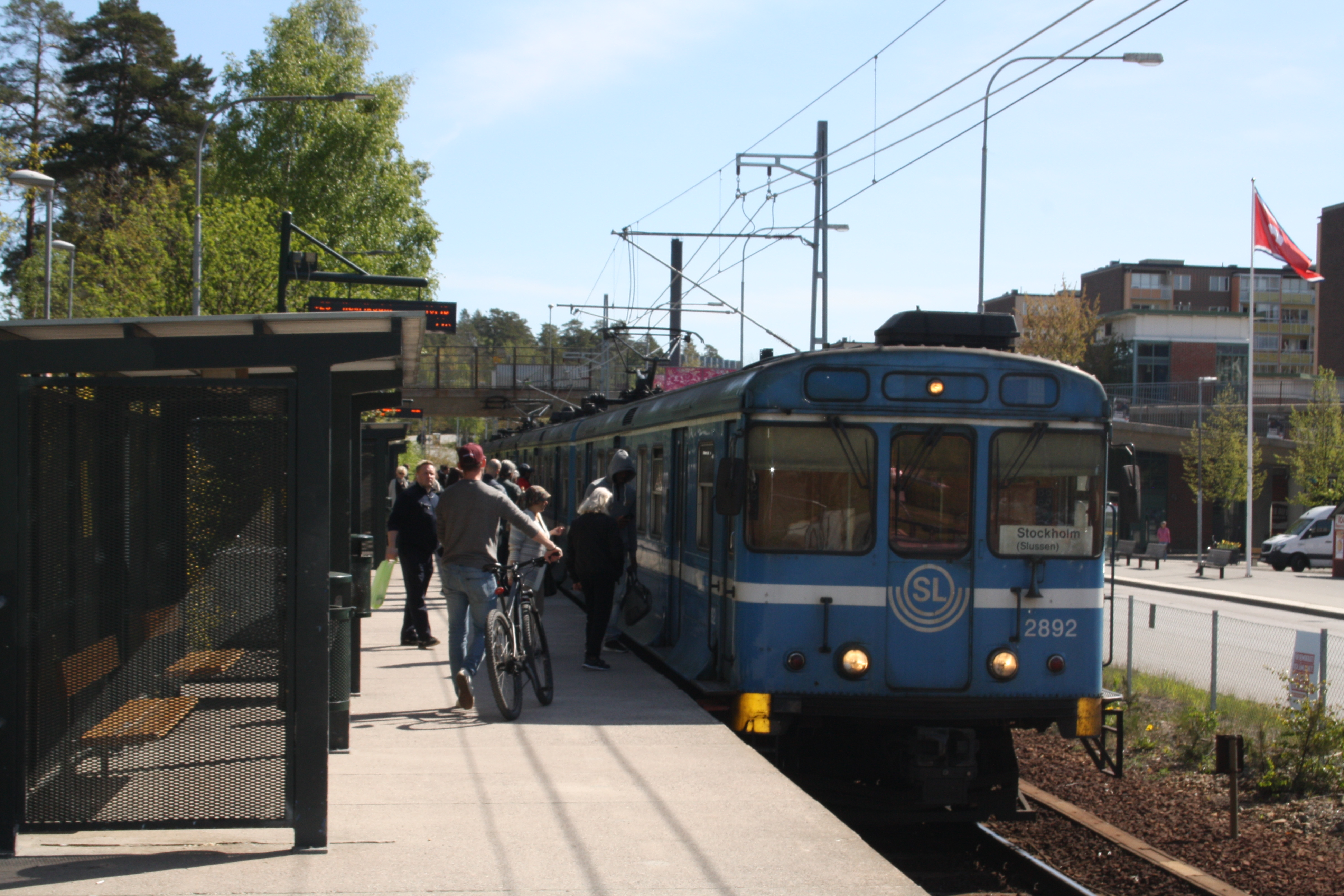
Perrongen
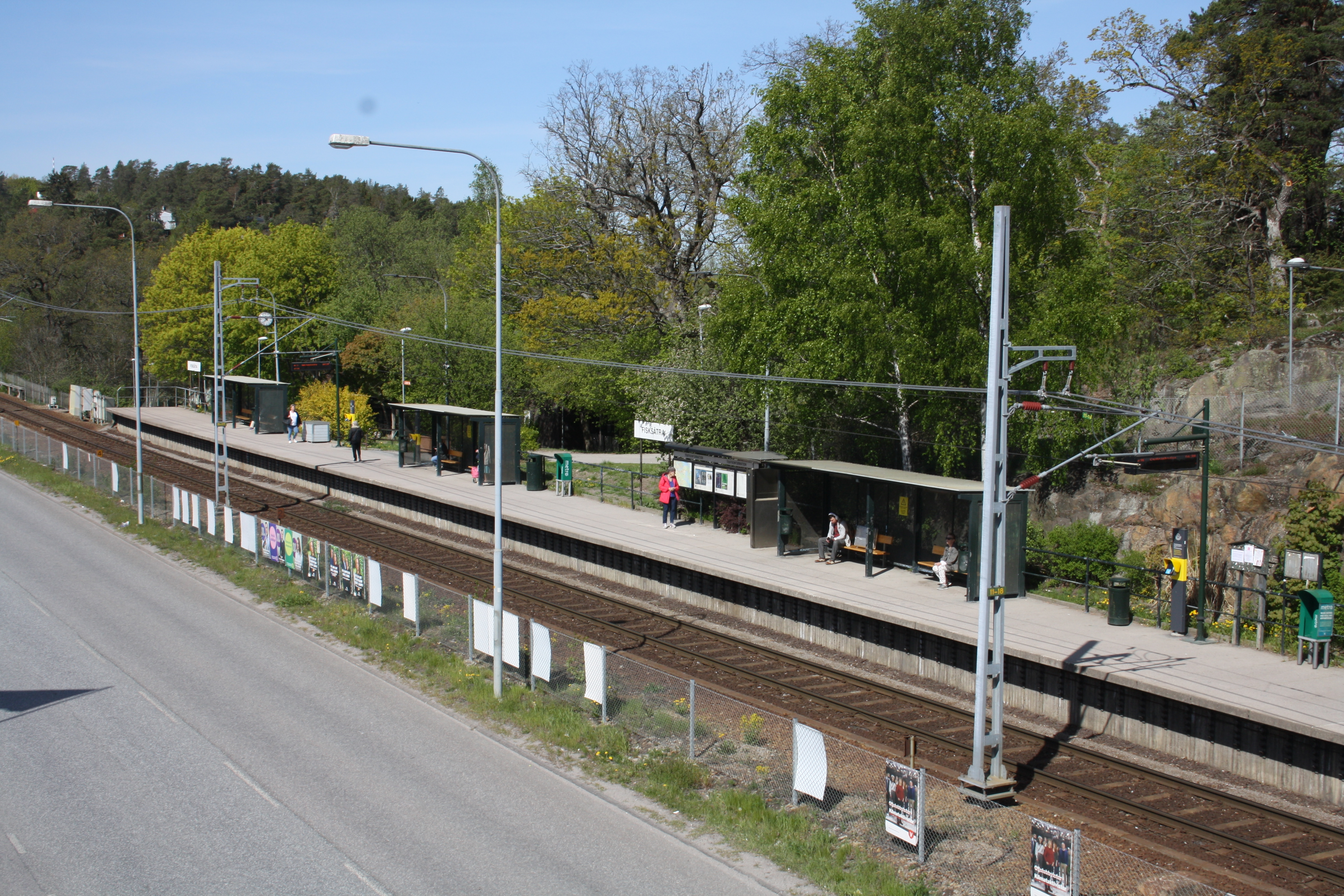
Stationen